# 예학영
예학영(한국 한자: 芮學永, 1983년 3월 22일 ~ 2022년 12월 24일)은 대한민국의 모델, 배우였다. 2001년부터 패션 잡지 '러브'의 모델로 데뷔 및 활동을 시작했고, 2003년에는 MBC의 시트콤 프로그램인 《논스톱 4》에 출연해 배우활동도 시작했으며 2011년 12월 14일에 새롭게 방송에 컴백했으나 현재 대마초 흡연 혐의로 지상파에 출연 정지가 된 상태임에도 최근 KBS, MBC, EBS 방송국에 출연금지 명단에 올라있다. 2022년 12월 24일 오전 사망했으며 사인은 전혀 알려지지 않고 있다.

## 사건
- 2009년 6월 23일 서울중앙지방법원 형사합의27부는 마약 투약 및 밀반입 혐의로 기소된 예학영에게 징역 2년 6개월과 집행유예 4년, 보호관찰 2년, 사회봉사 200시간을 선고하였다. 재판부는 판결문에서 "엑스터시와 케타민은 환각작용이 메스암페타민과 LSD에 못지 않으나 가격이 저렴하고 경구 투약이 가능해 사회전반에 확산될 우려가 있다", "연예인들의 마약사건은 대중, 특히 청소년에게 미치는 영향이 큰 부분을 감안한 필요가 있다", "예씨는 투약횟수가 많고 일본에서 마약을 밀수입한 혐의를 받고 있다"라고 밝혔고, 예학영은 동료 연예인인 주지훈, 지인 전모씨 등과 함께 엑스터시와 케타민을 투약하고, 일본에서 밀수입하여 판매한 혐의를 받았다. 또 함께 마약을 투약한 윤설희와 주지훈에게는 각각 징역 3년과 징역 6월과 집행유예 1년을 선고하였다.[4]

## 학력
- 양명고등학교 - 2001년 졸업
- 대진대학교 연극영화학과 - 2005년 졸업

## 출연작

### 드라마
- 《논스톱 4》 (2003년, MBC)
- 《시리즈 다세포 소녀》 (2006년, Super Action)
- 《사랑팔아 닷컴》 (2008년, KBS)

### 영화
- 《바리새인》 (2014년)
- 《배꼽》 (2013년)
- 《아버지와 마리와 나》 (2008년)
- 《해부학교실》 (2007년)
- 《백만장자의 첫사랑》 (2006년)

### 뮤직비디오
- 〈줄리엣〉(Juliet) - 서태지

### 광고
- 옥션
- 헤드앤 숄더
- 에스티코

## 같이 보기
- 주지훈
- 윤설희